# Chen Qiufan

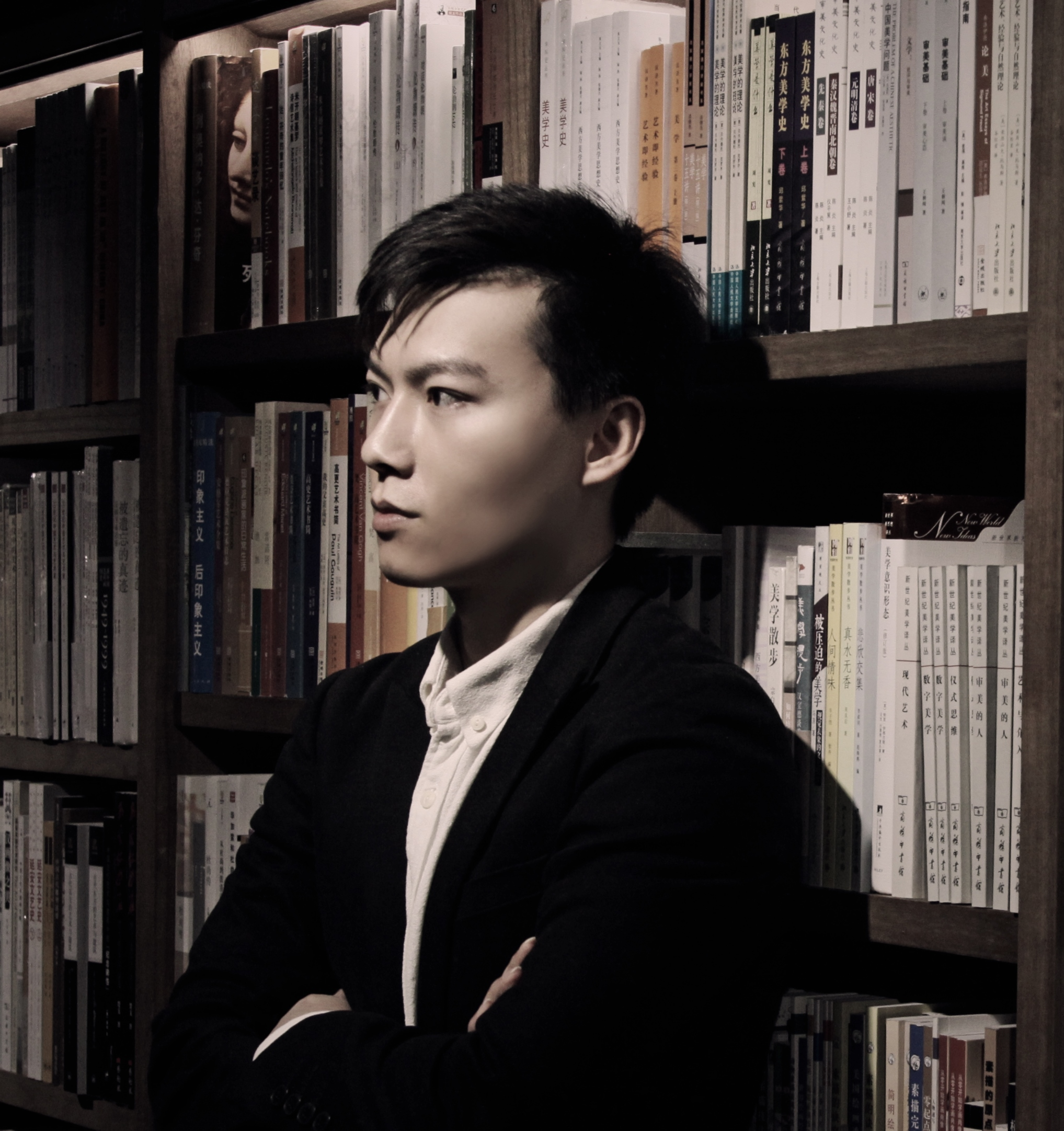
Chen Qiufan (2015)

Chen Qiufan (* 30. November 1981 in Shantou, Provinz Guandong, Volksrepublik China), auch bekannt als Stanley Chan, ist ein chinesischer Science-Fiction-Autor, Kolumnist und Drehbuchautor.

## Biografie
Geboren 1981 in Shantou, Guangdong, studierte Chen an der Universität Peking, wo er einen Bachelor sowohl in Literatur als auch in Kunstgeschichte erwarb. Er arbeitete später für Baidu und Google China. 2017 kehrte er der Tech-Industrie den Rücken, um sich ganz dem Schreiben zu widmen.
Seit 1997 veröffentlichte Chen bereits zahlreiche Kurzgeschichten. Sein Roman Die Siliziuminsel erschien 2013 auf Chinesisch und 2019 auf Deutsch.
Für seine Kurzgeschichten gewann Chen neben anderen Auszeichnungen mehrere „Galaxy Awards for Chinese Science Fiction“ sowie „Nebula Awards for Science Fiction and Fantasy in Chinese“. Seine Werke wurden in verschiedene Sprachen übersetzt, darunter Englisch, Französisch, Deutsch, Finnisch, Koreanisch, Tschechisch, Italienisch und Japanisch.
Chens Werke habe in der Tradition zahlreicher Autoren des Genres eine stark gesellschaftskritische Note. In einem Interview mit der Süddeutschen Zeitung erklärte Chen: „Science-Fiction ist für mich ein Werkzeug, um die Menschen aus ihrem Traum vom endlosen Konsum aufzuwecken.“

## Werke
- Unendliche Abschiede (chinesisch 无尽的告别, Pinyin wújìn de gàobié), veröffentlicht in Science Fiction World im November 2011, ausgezeichnet mit dem Galaxy Award im Jahr 2011[6]
- Eine kurze Geschichte zukünftiger Krankheiten (未来病史,  wèilái bìngshǐ); veröffentlicht von April bis Dezember 2012; auf Deutsch erschienen in der Anthologie Zerbrochene Sterne, ISBN 978-3-453-32058-1.
- Das Licht (开光,  kāiguāng); veröffentlicht im Januar 2015; auf Deutsch erschienen in der Anthologie Zerbrochene Sterne, ISBN 978-3-453-32058-1.
- Cloud-Liebe (云爱人,  yún àirén), veröffentlicht in der Anthologie Menschlicher Algorithmus (人类算法,  rénlèi suànfǎ) im Januar 2019, auf Deutsch im September 2020 erschienen in der Anthologie Quantenträume, ISBN 978-3-453-31904-2.
- mit Kai-Fu Lee: AI 2041: Ten Visions for Our Future. Currency, New York 2021, ISBN 978-0-593-23829-5.
- State of Trance, im September 2020 erschienen in der Anthologie The Book of Shanghai